# Hay-on-Wye
Hay-on-Wye est un village du Pays de Galles, situé à une cinquantaine de kilomètres au nord de la capitale Cardiff dans le parc national des Brecon Beacons, non loin de la frontière avec l’Angleterre, sur la rivière Wye.
Ce village d’environ 1 300 habitants est devenu célèbre pour ses bouquinistes chez qui l'on trouve des centaines de milliers de livres rares, anciens et d’occasion. Le point d’orgue de l'année est un festival du livre organisé par le journal The Guardian, qui a lieu fin mai, début juin.

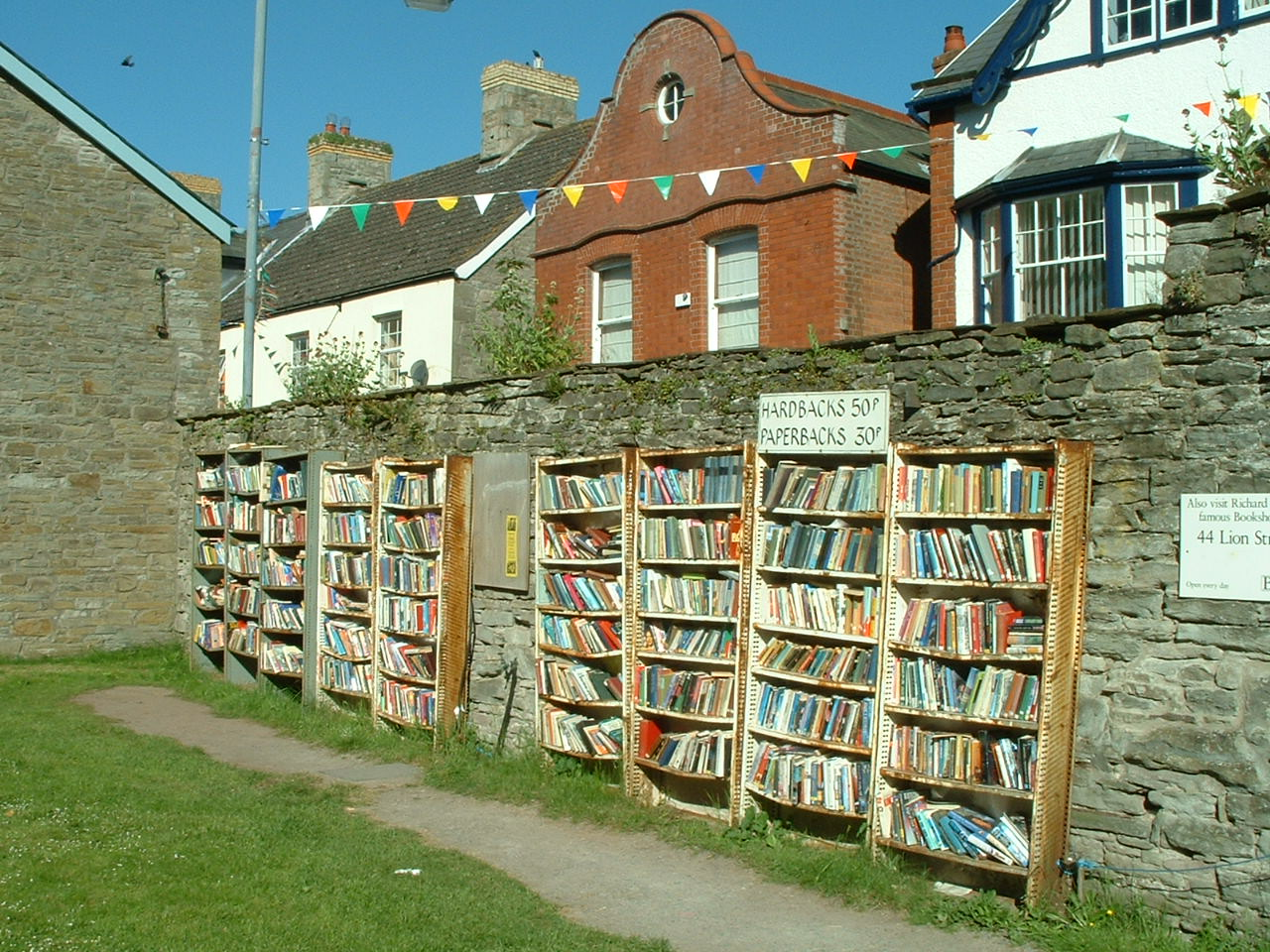
Livres d'occasion à Hay-on-Wye

Tout a commencé dans les années 1960, lorsqu'un jeune libraire d’Oxford, Richard Booth (né en 1938), a ouvert une librairie en rachetant le château ainsi que plusieurs maisons de Hay-on-Wye pour y stocker ses livres. Son raisonnement était le suivant : l’espace nécessaire au stockage des livres coûte moins cher dans un village qu’en centre-ville et la population âgée de la campagne est toujours en quête d’activités rémunératrices.
En 2002, Hay comptait une quarantaine de bouquinistes plus ou moins spécialisés (Le Monde, 25 avril 2002).
En Europe, plusieurs communes se sont inspirées du modèle de Hay-on-Wye pour devenir des villages du livre : 
- Bécherel et Montolieu en France,
- Bredevoort aux Pays-Bas,
- Redu en Belgique,
- Saint-Pierre-de-Clages en Suisse.

## Personnalités
- Venetia Dearden (1975-), photographe anglaise y est née